# Nogat
La Nogat est une rivière de Pologne et un défluent de la Vistule.

## Géographie
La Nogat se jette dans la lagune de la Vistule après un parcours de 62 km et non dans la baie de Gdańsk comme son fleuve principal. La principale ville sur la rivière est Malbork avec sa forteresse teutonique de Marienbourg. Le bassin collecteur de la Nogat couvre 1 330 km2.
La Nogat se sépare de la Vistule, près de Biała Góra (Weißenberg) et peu de temps après reçoit les eaux de la Liwa (Liebe). Ensuite, elle passe à Malbork (Marienburg) puis va vers le nord en direction de Elbląg (Elbing), sans toutefois l'atteindre. Seulement peu après cette ville, la rivière va au nord-ouest se jeter dans la partie sud-ouest de la lagune de la Vistule.

## La rivière source Liwa
La Nogat n'a pas toujours été liée avec la Vistule, mais elle a toujours reçu les eaux de la Liwa (Liebe). Celle-ci naît dans la région de Prabuty (Riesenburg) et coule en premier, vers l'ouest et puis vers le sud près de Kwidzyn (Marienwerder), où elle a une forme de « U » avant de repartir vers le nord. Désormais, elle est parallèle à l'est de la Vistule et coule vers le nord, jusqu'à la Nogat à Biała Góra.
La Liwa est un affluent de 118,5 km pour un débit de 2,31 m3/s et un bassin collecteur de 990,8 km2.

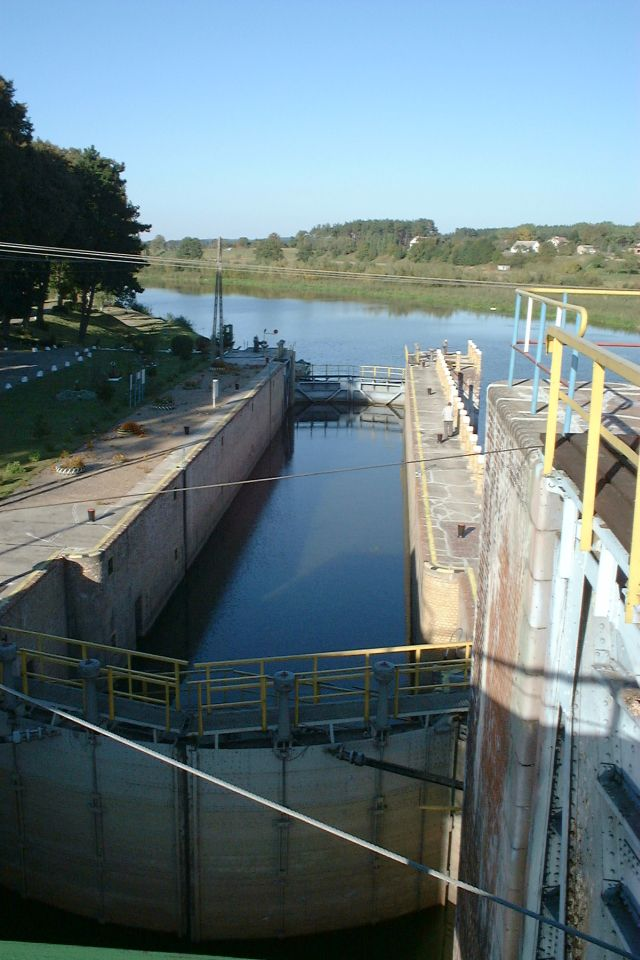
l'écluse de Biala Gora

## Villes
Villes sur le cors d'eau :
- Biała Góra (Weißenberg)
- Malbork (Marienburg)

Villes à proximité
- Sztum (Stuhm)
- Elbląg (Elbing)

Sur la Liwa se trouve la ville de :
- Kwidzyn (Marienwerder)